# Moulay
Moulay és un municipi francès situat al departament de Mayenne i a la regió de País del Loira. L'any 2007 tenia 955 habitants.

## Demografia

### Població
El 2007 la població de fet de Moulay era de 955 persones. Hi havia 403 famílies de les quals 79 eren unipersonals (29 homes vivint sols i 50 dones vivint soles), 191 parelles sense fills, 112 parelles amb fills i 21 famílies monoparentals amb fills.
La població ha evolucionat segons el següent gràfic:
Habitants censats

### Habitatges
El 2007 hi havia 458 habitatges, 400 eren l'habitatge principal de la família, 4 eren segones residències i 54 estaven desocupats. 432 eren cases i 25 eren apartaments. Dels 400 habitatges principals, 309 estaven ocupats pels seus propietaris, 88 estaven llogats i ocupats pels llogaters i 3 estaven cedits a títol gratuït; 3 tenien una cambra, 9 en tenien dues, 45 en tenien tres, 118 en tenien quatre i 225 en tenien cinc o més. 321 habitatges disposaven pel capbaix d'una plaça de pàrquing. A 158 habitatges hi havia un automòbil i a 223 n'hi havia dos o més.

### Piràmide de població
La piràmide de població per edats i sexe el 2009 era:
| Homes | Edats   | Dones |
| ----- | ------- | ----- |
| 0     | 95 o +  | 0     |
| 0     | 90 a 94 | 0     |
| 4     | 85 a 89 | 0     |
| 0     | 80 a 84 | 4     |
| 28    | 75 a 79 | 20    |
| 8     | 70 a 74 | 16    |
| 16    | 65 a 69 | 12    |
| 12    | 60 a 64 | 16    |
| 36    | 55 a 59 | 24    |
| 60    | 50 a 54 | 60    |
| 28    | 45 a 49 | 56    |
| 32    | 40 a 44 | 24    |
| 36    | 35 a 39 | 32    |
| 24    | 30 a 34 | 36    |
| 12    | 25 a 29 | 12    |
| 36    | 20 a 24 | 24    |
| 36    | 15 a 19 | 16    |
| 36    | 10 a 14 | 28    |
| 32    | 5 a 9   | 12    |
| 24    | 0 a 4   | 24    |

## Economia
El 2007 la població en edat de treballar era de 638 persones, 459 eren actives i 179 eren inactives. De les 459 persones actives 437 estaven ocupades (217 homes i 220 dones) i 21 estaven aturades (12 homes i 9 dones). De les 179 persones inactives 96 estaven jubilades, 54 estaven estudiant i 29 estaven classificades com a «altres inactius».

### Ingressos
El 2009 a Moulay hi havia 437 unitats fiscals que integraven 1.038 persones, la mediana anual d'ingressos fiscals per persona era de 20.185 €.

### Activitats econòmiques
Dels 31 establiments que hi havia el 2007, 1 era d'una empresa extractiva, 4 d'empreses de fabricació d'altres productes industrials, 10 d'empreses de construcció, 4 d'empreses de comerç i reparació d'automòbils, 1 d'una empresa de transport, 4 d'empreses d'hostatgeria i restauració, 2 d'empreses immobiliàries, 1 d'una empresa de serveis, 1 d'una entitat de l'administració pública i 3 d'empreses classificades com a «altres activitats de serveis».
Dels 11 establiments de servei als particulars que hi havia el 2009, 3 eren paletes, 3 fusteries, 2 lampisteries, 1 electricista, 1 empresa de construcció i 1 perruqueria.
Els 2 establiments comercials que hi havia el 2009 eren botigues d'equipament de la llar.
L'any 2000 a Moulay hi havia 14 explotacions agrícoles que ocupaven un total de 539 hectàrees.

## Equipaments sanitaris i escolars
L'únic equipament sanitari que hi havia el 2009 era una farmàcia.
El 2009 hi havia una escola elemental.

## Poblacions més properes
El següent diagrama mostra les poblacions més properes.